# Seznam osnovnih šol v Sloveniji
Seznam slovenskih osnovnih šol.
1. Druga osnovna šola Slovenj Gradec
2. Dvojezična osnovna šola 1 Lendava
3. Dvojezična osnovna šola Dobrovnik
4. Dvojezična osnovna šola Genterovci
5. Dvojezična osnovna šola Prosenjakovci
6. I. osnovna šola Celje
7. I. osnovna šola Rogaška Slatina
8. I. osnovna šola Žalec
9. II. osnovna šola Celje
10. II. osnovna šola Rogaška Slatina
11. III. osnovna šola Celje
12. IV. osnovna šola Celje
13. Osnovna šola 8 talcev Logatec
14. Osnovna šola Borcev za severno mejo Maribor
15. Osnovna šola Koroški jeklarji Ravne na Koroškem
16. Osnovna šola 16. decembra Mojstrana
17. Osnovna šola Adama Bohoriča Brestanica
18. Osnovna šola Angela Besednjaka Maribor
19. Osnovna šola Anice Černejeve Makole
20. Osnovna šola Antona Aškerca Rimske Toplice
21. Osnovna šola Antona Aškerca Velenje
22. Osnovna šola Antona Globočnika Postojna
23. Osnovna šola Antona Ingoliča Spodnja Polskava
24. Osnovna šola Antona Martina Slomška Vrhnika
25. Osnovna šola Antona Šibelja - Stjenka Komen
26. Osnovna šola Antona Tomaža Linharta Radovljica
27. Osnovna šola Antona Ukmarja Koper
28. Osnovna šola Antona Žnideršiča Ilirska Bistrica
29. Osnovna šola Apače
30. Osnovna šola Artiče
31. Osnovna šola Bakovci
32. Osnovna šola Belokranjskega odreda Semič
33. Osnovna šola Beltinci
34. Osnovna šola Benedikt
35. Osnovna šola Bežigrad
36. Osnovna šola Bibe Roecka Šoštanj
37. Osnovna šola Bičevje
38. Osnovna šola Bistrica ob Sotli
39. Osnovna šola Bistrica pri Tržiču
40. Osnovna šola Bizeljsko
41. Osnovna šola Blanca
42. Osnovna šola Blaža Arniča Luče
43. Osnovna šola Blaža Kocena Ponikva
44. Osnovna šola Bogojina
45. Osnovna šola Bojana Ilicha Maribor
46. Osnovna šola Borisa Kidriča Kidričevo
47. Osnovna šola Borisa Kidriča Maribor
48. Osnovna šola Boštanj
49. Osnovna šola Bovec
50. Osnovna šola Božidarja Jakca Ljubljana
51. Osnovna šola Branik
52. Osnovna šola Braslovče
53. Osnovna šola bratov Letonja Šmartno ob Paki
54. Osnovna šola bratov Polančičev Maribor
55. Osnovna šola Breg Ptuj
56. Osnovna šola Brezno - Podvelka
57. Osnovna šola Brezovica pri Ljubljani
58. Osnovna šola Brežice
59. Osnovna šola Brinje Grosuplje
60. Osnovna šola Bršljin Novo mesto
61. Osnovna šola Brusnice
62. Osnovna šola Cankova
63. Osnovna šola Center Novo mesto
64. Osnovna šola Cerklje ob Krki
65. Osnovna šola Cerkno
66. Osnovna šola Cerkvenjak
67. Osnovna šola Cirila Kosmača Piran
68. Osnovna šola Cirkovce
69. Osnovna šola Cirkulane - Zavrč
70. Osnovna šola Col
71. Osnovna šola Cvetka Golarja Škofja Loka
72. Osnovna šola Čepovan
73. Osnovna šola Črešnjevec
74. Osnovna šola Črna na Koroškem
75. Osnovna šola Črni Vrh
76. Osnovna šola Danila Lokarja Ajdovščina
77. Osnovna šola Danile Kumar Ljubljana
78. Osnovna šola Dante Alighieri Izola
79. Osnovna šola Davorina Jenka Cerklje na Gorenjskem
80. Osnovna šola Dekani
81. Osnovna šola Deskle
82. Osnovna šola Destrnik
83. Osnovna šola Dob
84. Osnovna šola Dobje
85. Osnovna šola Dobova
86. Osnovna šola Dobravlje
87. Osnovna šola Dobrepolje
88. Osnovna šola Dobrna
89. Osnovna šola Dobrova
90. Osnovna šola Dobrovo
91. Osnovna šola Dol pri Ljubljani
92. Osnovna šola Dolenjske Toplice
93. Osnovna šola Domžale
94. Osnovna šola Dornberk
95. Osnovna šola dr. Aleš Bebler - Primož Hrvatini
96. Osnovna šola dr. Antona Debeljaka Loški Potok
97. Osnovna šola dr. Antona Trstenjaka Negova
98. Osnovna šola dr. Bogomirja Magajne Divača
99. Osnovna šola dr. Franceta Prešerna Ribnica
100. Osnovna šola dr. Franja Žgeča Dornava
101. Osnovna šola dr. Ivana Korošca Borovnica
102. Osnovna šola dr. Ivana Prijatelja Sodražica
103. Osnovna šola dr. Janeza Mencingerja Bohinjska Bistrica
104. Osnovna šola dr. Pavla Lunačka Šentrupert
105. Osnovna šola dr. Vita Kraigherja Ljubljana
106. Osnovna šola Draga Bajca Vipava
107. Osnovna šola Draga Kobala Maribor
108. Osnovna šola Dragomirja Benčiča - Brkina Hrpelje
109. Osnovna šola Dragotina Ketteja Ilirska Bistrica
110. Osnovna šola Dramlje
111. Osnovna šola Dravlje
112. Osnovna šola Drska
113. Osnovna šola Duplek
114. Osnovna šola Dušana Bordona Semedela - Koper
115. Osnovna šola Dušana Flisa Hoče
116. Osnovna šola Dušana Muniha Most na Soči
117. Osnovna šola Dutovlje
118. Osnovna šola Elvire Vatovec Prade - Koper
119. Osnovna šola F. S. Finžgarja Lesce
120. Osnovna šola Fara
121. Osnovna šola Ferda Vesela Šentvid pri Stični
122. Osnovna šola Fokovci
123. Osnovna šola Fram
124. Osnovna šola Fran Kocbek Gornji Grad
125. Osnovna šola Frana Albrehta Kamnik
126. Osnovna šola Frana Erjavca Nova Gorica
127. Osnovna šola Frana Kranjca Celje
128. Osnovna šola Frana Metelka Škocjan
129. Osnovna šola Frana Roša Celje
130. Osnovna šola Franca Lešnika - Vuka Slivnica pri Mariboru
131. Osnovna šola Franca Rozmana - Staneta Ljubljana
132. Osnovna šola Franca Rozmana - Staneta Maribor
133. Osnovna šola Franceta Bevka Ljubljana
134. Osnovna šola Franceta Bevka Tolmin
135. Osnovna šola Franceta Prešerna Črenšovci
136. Osnovna šola Franceta Prešerna Kranj
137. Osnovna šola Franceta Prešerna Maribor
138. Osnovna šola Franja Goloba Prevalje
139. Osnovna šola Franja Malgaja Šentjur
140. Osnovna šola Frankolovo
141. Osnovna šola Gabrovka - Dole
142. Osnovna šola Globoko
143. Osnovna šola Gorica Velenje
144. Osnovna šola Gorišnica
145. Osnovna šola Gorje
146. Osnovna šola Gornja Radgona
147. Osnovna šola Gornji Petrovci
148. Osnovna šola Grad
149. Osnovna šola Gradec
150. Osnovna šola Griže
151. Osnovna šola Grm Novo mesto
152. Osnovna šola Gustava Šiliha Laporje
153. Osnovna šola Gustava Šiliha Velenje
154. Osnovna šola Hajdina
155. Osnovna šola heroja Janeza Hribarja Stari trg pri Ložu
156. Osnovna šola Hinka Smrekarja
157. Osnovna šola Horjul
158. Osnovna šola Hruševec - Šentjur
159. Osnovna šola Hudinja
160. Osnovna šola I Murska Sobota
161. Osnovna šola Idrija
162. Osnovna šola Ig
163. Osnovna šola II Murska Sobota
164. Osnovna šola III Murska Sobota
165. Osnovna šola Istrskega odreda Gračišče
166. Osnovna šola Ivana Babiča - Jagra Marezige
167. Osnovna šola Ivana Cankarja Ljutomer
168. Osnovna šola Ivana Cankarja Maribor
169. Osnovna šola Ivana Cankarja Trbovlje
170. Osnovna šola Ivana Cankarja Vrhnika
171. Osnovna šola Ivana Groharja Škofja Loka
172. Osnovna šola Ivana Kavčiča Izlake
173. Osnovna šola Ivana Roba Šempeter pri Gorici
174. Osnovna šola Ivana Skvarče Zagorje
175. Osnovna šola Ivana Tavčarja Gorenja vas
176. Osnovna šola Ivanjkovci
177. Osnovna šola Jakoba Aljaža Kranj
178. Osnovna šola Jakobski dol
179. Osnovna šola Janka Glazerja Ruše
180. Osnovna šola Janka Kersnika Brdo - Lukovica
181. Osnovna šola Janka Padežnika Maribor
182. Osnovna šola Janka Premrla - Vojka Koper
183. Osnovna šola Janka Ribiča Cezanjevci
184. Osnovna šola Jarenina
185. Osnovna šola Jelšane
186. Osnovna šola Josipa Vandota Kranjska Gora
187. Osnovna šola Jožeta Gorjupa Kostanjevica na Krki
188. Osnovna šola Jožeta Krajca Rakek
189. Osnovna šola Jožeta Moškriča Ljubljana
190. Osnovna šola Jurija Dalmatina Krško
191. Osnovna šola Jurija Vege Moravče
192. Osnovna šola Juršinci
193. Osnovna šola Kamnica
194. Osnovna šola Kanal
195. Osnovna šola Kapela Kapelski vrh
196. Osnovna šola Karla Destovnika - Kajuha Šoštanj
197. Osnovna šola Karla Destovnika - Kajuha Ljubljana
198. Osnovna šola Kašelj
199. Osnovna šola Ketteja in Murna Ljubljana
200. Osnovna šola Kobilje
201. Osnovna šola Kolezija
202. Osnovna šola Komandanta Staneta Dragatuš
203. Osnovna šola Komenda - Moste
204. Osnovna šola Koprivnica
205. Osnovna šola Korena
206. Osnovna šola Koroška Bela Jesenice
207. Osnovna šola Koseze
208. Osnovna šola Košana
209. Osnovna šola Kozje
210. Osnovna šola Križe
211. Osnovna šola Križevci
212. Osnovna šola Krmelj
213. Osnovna šola Kungota
214. Osnovna šola Kuzma
215. Osnovna šola Lava Celje
216. Osnovna šola Ledina
217. Osnovna šola Lenart
218. Osnovna šola Leona Štuklja Maribor
219. Osnovna šola Lesično
220. Osnovna šola Leskovec pri Krškem
221. Osnovna šola Litija
222. Osnovna šola Livada Ljubljana
223. Osnovna šola Livada Velenje
224. Osnovna šola Livade - Izola
225. Osnovna šola Ljubečna
226. Osnovna šola Ljubno ob Savinji
227. Osnovna šola Ljudski vrt Ptuj
228. Osnovna šola Loče
229. Osnovna šola Log - Dragomer
230. Osnovna šola Loka Črnomelj
231. Osnovna šola Louisa Adamiča Grosuplje
232. Osnovna šola Lovrenc na Pohorju
233. Osnovna šola Lucija
234. Osnovna šola Lucijana Bratkoviča Bratuša Renče
235. Osnovna šola Ludvika Pliberška Maribor
236. Osnovna šola Majde Vrhovnik Ljubljana
237. Osnovna šola Majšperk
238. Osnovna šola Maksa Durjave Maribor
239. Osnovna šola Maksa Pleteršnika Pišece
240. Osnovna šola Mala Nedelja
241. Osnovna šola Malečnik
242. Osnovna šola Marije Vere Kamnik
243. Osnovna šola Marjana Nemca Radeče
244. Osnovna šola Markovci
245. Osnovna šola Martin Kores Podlehnik
246. Osnovna šola Martina Konšaka Maribor
247. Osnovna šola Martina Krpana Ljubljana
248. Osnovna šola Matije Čopa Kranj
249. Osnovna šola Matije Valjavca Preddvor
250. Osnovna šola Medvode
251. Osnovna šola Mengeš
252. Osnovna šola Metlika
253. Osnovna šola Mežica
254. Osnovna šola Mihe Pintarja - Toleda Velenje
255. Osnovna šola Miklavž na Dravskem polju
256. Osnovna šola Miklavž pri Ormožu
257. Osnovna šola Milana Majcna Šentjanž
258. Osnovna šola Milana Šuštaršiča Ljubljana
259. Osnovna šola Milojke Štrukelj Nova Gorica
260. Osnovna šola Mirana Jarca Črnomelj
261. Osnovna šola Mirana Jarca Ljubljana
262. Osnovna šola Miren
263. Osnovna šola Mirna Peč
264. Osnovna šola Mirna
265. Osnovna šola Miroslava Vilharja Postojna
266. Osnovna šola Mislinja
267. Osnovna šola Miška Kranjca Ljubljana
268. Osnovna šola Miška Kranjca Velika Polana
269. Osnovna šola Mladika Ptuj
270. Osnovna šola Mokronog
271. Osnovna šola Mozirje
272. Osnovna šola Muta
273. Osnovna šola Naklo
274. Osnovna šola narodnega heroja Maksa Pečarja
275. Osnovna šola narodnega heroja Rajka Hrastnik
276. Osnovna šola Nazarje
277. Osnovna šola Neznanih talcev Dravograd
278. Osnovna šola Notranjski odred Cerknica
279. Osnovna šola Nove Fužine
280. Osnovna šola Nove Jarše
281. Osnovna šola Ob Dravinji Slovenske Konjice
282. Osnovna šola Ob Rinži Kočevje
283. Osnovna šola Odranci
284. Osnovna šola Olge Meglič Ptuj
285. Osnovna šola Orehek Kranj
286. Osnovna šola Ormož
287. Osnovna šola Oskarja Kovačiča Ljubljana
288. Osnovna šola Oskarja Kovačiča Škofije
289. Osnovna šola Otlica
290. Osnovna šola Otočec
291. Osnovna šola Partizanska bolnišnica Jesen Tinje
292. Osnovna šola Pesnica
293. Osnovna šola Petrovče
294. Osnovna šola Pier Paolo Vergerio il Vecchio Koper
295. Osnovna šola Pinka Tomažiča Koper
296. Osnovna šola Pirniče
297. Osnovna šola Pivka
298. Osnovna šola Planina pri Sevnici
299. Osnovna šola Pod goro Slovenske Konjice
300. Osnovna šola Podbočje
301. Osnovna šola Podčetrtek
302. Osnovna šola Podgora - Kuteževo
303. Osnovna šola Podgorje
304. Osnovna šola Podzemelj
305. Osnovna šola Pohorskega bataljona Oplotnica
306. Osnovna šola Pohorskega odreda Slovenska Bistrica
307. Osnovna šola Polhov Gradec
308. Osnovna šola Poljane Ljubljana
309. Osnovna šola Poljane
310. Osnovna šola Poljčane
311. Osnovna šola Polje
312. Osnovna šola Polzela
313. Osnovna šola Prebold
314. Osnovna šola Predoslje Kranj
315. Osnovna šola Preserje pri Radomljah
316. Osnovna šola Preserje
317. Osnovna šola Preska
318. Osnovna šola Prestranek
319. Osnovna šola Prevole
320. Osnovna šola Prežihovega Voranca Bistrica
321. Osnovna šola Prežihovega Voranca Jesenice
322. Osnovna šola Prežihovega Voranca Ljubljana
323. Osnovna šola Prežihovega Voranca Maribor
324. Osnovna šola Prežihovega Voranca Ravne na Koroškem
325. Osnovna šola Primoža Trubarja Laško
326. Osnovna šola Primoža Trubarja Velike Lašče
327. Osnovna šola prof. dr. Josipa Plemlja Bled
328. Osnovna šola Prule
329. Osnovna šola Puconci
330. Osnovna šola Rače
331. Osnovna šola Rada Robiča Limbuš
332. Osnovna šola Radenci
333. Osnovna šola Radlje ob Dravi
334. Osnovna šola Raka
335. Osnovna šola Razkrižje
336. Osnovna šola Rečica ob Savinji
337. Osnovna šola Ribnica na Pohorju
338. Osnovna šola Riharda Jakopiča Ljubljana
339. Osnovna šola Rodica Domžale
340. Osnovna šola Rogatec
341. Osnovna šola Rovte
342. Osnovna šola Rudija Mahniča - Brkinca Pregarje
343. Osnovna šola Rudolfa Maistra Šentilj v Slovenskih goricah
344. Osnovna šola Rudolfa Ukoviča Podgrad
345. Osnovna šola Sava Kladnika Sevnica
346. Osnovna šola Savsko naselje
347. Osnovna šola Sečovlje
348. Osnovna šola Selnica ob Dravi
349. Osnovna šola Simona Gregorčiča Kobarid
350. Osnovna šola Simona Jenka Kranj
351. Osnovna šola Simona Jenka Smlednik
352. Osnovna šola Simona Kosa Podbrdo
353. Osnovna šola Sladki Vrh
354. Osnovna šola Slave Klavore Maribor
355. Osnovna šola Slivnica pri Celju
356. Osnovna šola Solkan
357. Osnovna šola Sostro
358. Osnovna šola Spodnja Idrija
359. Osnovna šola Spodnja Šiška
360. Osnovna šola Srečka Kosovela Sežana
361. Osnovna šola Središče ob Dravi
362. Osnovna šola Staneta Žagarja Kranj
363. Osnovna šola Staneta Žagarja Lipnica
364. Osnovna šola Stara Cerkev
365. Osnovna šola Stari trg ob Kolpi
366. Osnovna šola Starše
367. Osnovna šola Stična
368. Osnovna šola Stopiče
369. Osnovna šola Stranje
370. Osnovna šola Stražišče Kranj
371. Osnovna šola Stročja vas
372. Osnovna šola Sveta Ana
373. Osnovna šola Sveta Trojica
374. Osnovna šola Sveti Jurij Jurovski dol
375. Osnovna šola Sveti Jurij ob Ščavnici
376. Osnovna šola Sveti Jurij Rogašovci
377. Osnovna šola Šalek
378. Osnovna šola Šalovci
379. Osnovna šola Šempas
380. Osnovna šola Šempeter v Savinjski dolini
381. Osnovna šola Šenčur
382. Osnovna šola Šentjanž pri Dravogradu
383. Osnovna šola Šentjernej
384. Osnovna šola Šentvid
385. Osnovna šola Škofja Loka mesto
386. Osnovna šola Škofljica
387. Osnovna šola Šmarje pri Jelšah
388. Osnovna šola Šmarje pri Kopru
389. Osnovna šola Šmarjeta
390. Osnovna šola Šmartno na Pohorju
391. Osnovna šola Šmartno pod Šmarno goro
392. Osnovna šola Šmartno pri Litiji
393. Osnovna šola Šmartno pri Slovenj Gradcu
394. Osnovna šola Šmartno v Tuhinju
395. Osnovna šola Šmihel Novo mesto
396. Osnovna šola Štore
397. Osnovna šola Tabor I Maribor
398. Osnovna šola Tabor Logatec
399. Osnovna šola Tišina
400. Osnovna šola Toma Brejca Kamnik
401. Osnovna šola Tomaž pri Ormožu
402. Osnovna šola Tončke Čeč Trbovlje
403. Osnovna šola Toneta Čufarja Jesenice
404. Osnovna šola Toneta Čufarja Ljubljana
405. Osnovna šola Toneta Čufarja Maribor
406. Osnovna šola Toneta Okrogarja Zagorje
407. Osnovna šola Toneta Šraja - Aljoše Nova vas
408. Osnovna šola Toneta Tomšiča Knežak
409. Osnovna šola Trbovlje
410. Osnovna šola Trebnje
411. Osnovna šola Trnovo
412. Osnovna šola Trzin
413. Osnovna šola Tržič
414. Osnovna šola Tržišče
415. Osnovna šola Turnišče
416. Osnovna šola Valentina Vodnika
417. Osnovna šola Vavta vas
418. Osnovna šola Velika Dolina
419. Osnovna šola Velika Nedelja
420. Osnovna šola Veliki Gaber
421. Osnovna šola Venclja Perka Domžale
422. Osnovna šola Vič
423. Osnovna šola Vide Pregarc
424. Osnovna šola Videm pri Ptuju
425. Osnovna šola Vincenzo de Castro Piran
426. Osnovna šola Vinica
427. Osnovna šola Vitanje
428. Osnovna šola Vižmarje - Brod
429. Osnovna šola Vodice
430. Osnovna šola Vodmat
431. Osnovna šola Vojke Šmuc Izola
432. Osnovna šola Vojnik
433. Osnovna šola Voličina
434. Osnovna šola Vransko - Tabor
435. Osnovna šola Vrhovci
436. Osnovna šola Vuzenica
437. Osnovna šola XIV. divizije Senovo
438. Osnovna šola Zadobrova
439. Osnovna šola Zalog
440. Osnovna šola Zbora odposlancev Kočevje
441. Osnovna šola Zreče
442. Osnovna šola Železniki
443. Osnovna šola Žetale
444. Osnovna šola Žiri
445. Osnovna šola Žirovnica
446. Osnovna šola Žužemberk
447. Prva osnovna šola Slovenj Gradec
448. Osnovna šola Veržej